# Bifrenaria aureofulva
Bifrenaria aureofulva é uma espécie de orquídea epífita de crescimento cespitoso que existe do Rio Grande do Sul a Bahia e Minas Gerais, no Brasil, onde habita florestas úmidas. Pertence ao grupo das Bifrenaria pequenas, classificadas ocasionalmente nos gêneros Adipe ou Stenocoryne. É a espécie mais comum e também a mais fácil de reconhecer por suas flores alaranjadas, de tons claros até o mais comum muito intenso, praticamente sem manchas de outras cores, exceto ocasionais listas nas pétalas e sépalas ou pequenas pintas mais escuras no centro do labelo e também por suas flores estreitas que quase não se abrem.